# Younited Credit
Younited Credit, già Prêt d'Union, è una società nata in Francia nel 2011, specializzata in credito istantaneo in Europa. Membro di Next40, la società ha una licenza di istituto di credito rilasciata dall'Autorità francese di controllo e risoluzione prudenziale.
Nel 2016 la società entra nel mercato italiano, con la controllata Younited Italia, e contemporaneamente cambia nome, passando da Prêt d'Union a Younited Credit.
Tra il 2017 e il 2020, Younited Credit ha avviato la sua attività in Spagna, Portogallo e Germania.

## Storia
Creata nel 2009 da Charles Egly (ex BNP Paribas ) e Geoffroy Guigou (ex McKinsey & Poweo ) e Thomas Beylot (ex priceminister.com), Younited è stata aperta al pubblico all'inizio del 2012 con il nome di Prêt d'Union.
Dalla sua nascita l'azienda ha completato diversi round d'investimento : tra gli investitori Crédit Mutuel Arkea, Eurazeo, Schibsted - Le Bon Coin, AG2R La Mondiale, Pierre Kosciuzko-Morizet, Xavier Niel, Weber Investissements e, più recentemente, Matmut e Bpifrance Group.
Nel 2016 la fintech, nell'ambito del progetto di sviluppo su nuovi mercati, ha avviato la propria attività in Italia e ha aperto una sede a Roma. Contestualmente all'entrata nel mercato italiano, la società cambia nome e diventa Younited Credit.
Il suffisso Credit si riferisce al primo prodotto lanciato sul mercato europeo da Younited, che offre prestiti personali via web permettendo agli utenti di richiedere un finanziamento completamente online.
Oltre a Credit, Younited ha poi lanciato sul mercato Younited Pay, per l'erogazione di credito istantaneo e Younited Coach, uno strumento gratuito per la gestione dei propri risparmi, disponibile in Francia. 
Dal 2017 Younited moltiplica le partnership con operatori bancari (N26, Fortuneo, Bpifrance, Orange Bank ) operatori telefonici (Free) o esercenti (Micromania, LDLC) offrendo loro la propria soluzione di credito istantaneo, integrata nel percorso del cliente, per un pagamento o un prestito, online o in negozio. 
Questa soluzione viene implementata da Younited Italia nel 2020, attivando partnership con gli Apple premium reseller, ossia con R store, Juice e Med store.
Nel 2018 la fintech avvia la sua attività in Portogallo. L'anno successivo l'azienda entra nel mercato tedesco e apre uffici a Monaco.
Nel 2020 Younited avvia una collaborazione con Bpifrance per sostenere VSE e PMI francesi nell'ambito del piano di sostegno economico legato al Covid-19 e, nello stesso anno, firma una partnership con Microsoft per il lancio di Xbox All Access in Europa, operativo in Italia dal 2021 attraverso il rivenditore GameStop.
Con l'espansione in Europa, nel 2020 il CEO di Younited Italia, Tommaso Gamaleri, diventa Head of Europe e alla guida del mercato italiano viene nominato come CEO Stefano Piscitelli 
A luglio 2021 l'azienda raccoglie fondi per 170 milioni di dollari e accoglie Goldman Sachs e Bridgepoint tra i propri nuovi azionisti.  
Ad inizio 2022 Younited Credit raggiunge i 3 miliardi di euro di prestiti concessi in Europa. 
A dicembre 2022, Younited annuncia un nuovo aumento di capitale, raccogliendo 60 milioni di euro da Eurazeo, Crédit Mutuel Arkéa, Bpifrance e Goldman Sachs.

## Attività

### Accreditamento
Dal 2011 Younited Credit è stato approvata in Francia come istituto di credito e fornitore di servizi di investimento dalla Prudential Control and Resolution Authority (ACPR) e dall'Autorità dei mercati finanziari (AMF) ( approvazione n ° 16488).
In Italia Younited Credit opera come succursale di banca comunitaria con codice ABI 3638 ed è associata ad Assofin, l'associazione italiana dei maggiori istituti bancari e finanziari. 
Sempre in Italia, gode del possesso pieno di licenza bancaria dal 2016 ed è iscritta al registro delle banche n. 8054.  
Younited Credit è iscritta al Registro degli Intermediari Assicurativi dell’UE dal 2016 – n. di registrazione Stato d’origine 11061269.
Volumi
Ad ottobre 2016 Younited ha superato la soglia dei 400 milioni di euro di prestiti finanziati e nel 2017 il mezzo miliardo di euro.. 
All'inizio del 2019 la fintech ha annunciato di aver raggiunto un miliardo di euro di prestiti concessi in Europa. 
Nel 2022 dichiara 3 miliardi di euro finanziati, di cui 1,2 miliardi nel solo 2021, per una crescita del +140% rispetto al 2020.